# NGC 4833
NGC 4833, (Caldwell 105) est un amas globulaire situé dans la constellation de la Mouche à environ à environ 21 500 a.l. de la Terre. Il a été découvert par l'astronome français Nicolas-Louis de Lacaille en 1780.

L'amas globulaire NGC 4833 par le télescope spatial Hubble.

Sa métallicité est estimée à −1,85 [Fe/H] selon l'article de J. Boyles et al. ou encore à −1,71 [Fe/H] selon Forbes et Bridges et son âge d'environ 12,5 milliards d'années.